# ノルウェーの捕鯨

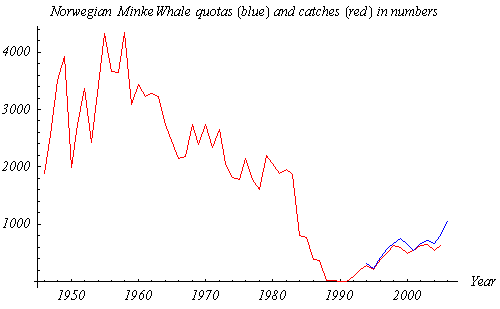
ノルウェーにおけるミンククジラ割り当て量（青色、1994年～2006年）と捕獲量（赤線、1946年～2005年）(from official Norwegian statistics)。

ノルウェーの捕鯨（ノルウェーのほげい、ノルウェー語：Norsk hvalfangst）は、アイスランドと共に商業捕鯨を行うノルウェーの中心地、北極圏のロフォーテン諸島を中心に、昔から数世紀に亘り続く慣習である。ノルウェーの漁師達は漁の閑散期に当たる夏期に、ミンククジラを獲物とした捕鯨をしてきた。ミンククジラの肉は食用となり、ノルウェーには鯨食文化が長い間の慣習となっている。歴史的には近代捕鯨の技術発展に大きな役割を果たし、南極海などで大規模な母船式捕鯨を行い、また、他国の捕鯨船の乗組員も供給してきた。1949年に350隻あった同諸島の捕鯨船は、現在18隻で鱈漁などが主な収入源。ホーペンの加工場の直売店に鯨肉を買いに来る島民の中には、「大量に買って冷凍し、夏はバーベキュー、冬はシチュー」にしたり、また「最近、生肉でスシを作ることを覚えた」主婦もいて、捕鯨産業は、こうした人々に支えられ保っている。しかし、首都のオスロなど南部では、鯨は「昔の食材」と見られがちである。商業捕鯨を実施しているノルウェーの漁業・沿岸問題省は、2010年の商業捕鯨枠を、過去最多のミンククジラ1286頭の捕獲を許可したが、ノルウェー国内でしか売れない為、表からも分かるように特に1990年代以降は400～500頭台で推移する。

## 歴史

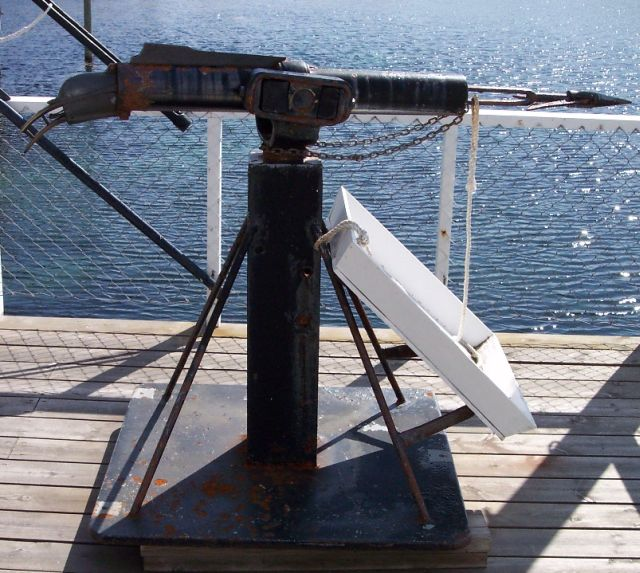
捕鯨砲（イメージ）

ノルウェーでは、古くから沿岸地域において、漁師がクジラの捕獲を行ってきた。ノルウェー西岸では、夏になるとミンククジラがフィヨルド内にまで回遊してくるので、網で入口を封鎖して閉じ込め、小舟で近づいて毒矢でしとめるという方法を数百年に渡って続けてきた。得られた鯨肉は地元の住民に分配されるしきたりだった。この捕獲方法は20世紀初頭まで続き、その後、毒矢ではなく鉄砲や捕鯨砲が使われるように変わった。
ノルウェーの捕鯨技術は、19世紀半ばに、スヴェン・フォイン（no）が捕鯨砲を開発したことにより進化を遂げた。この捕鯨砲と動力式捕鯨船を使用した「ノルウェー式捕鯨」は、近代捕鯨技術として世界中に広まる。1883年にはアイスランドの許可を得て、アイスランドに捕鯨基地を建設した。アイスランド近海でミンククジラが減少すると、ノルウェーの漁師達は、ミンククジラが多数棲息する北極海に進出し、捕鯨をおこない、アイスランド近海での捕鯨以上の利益を得た。

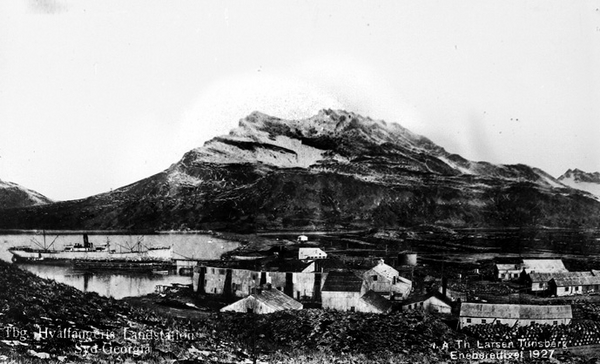
サウスジョージア島にあったノルウェーの捕鯨基地。（1927年）

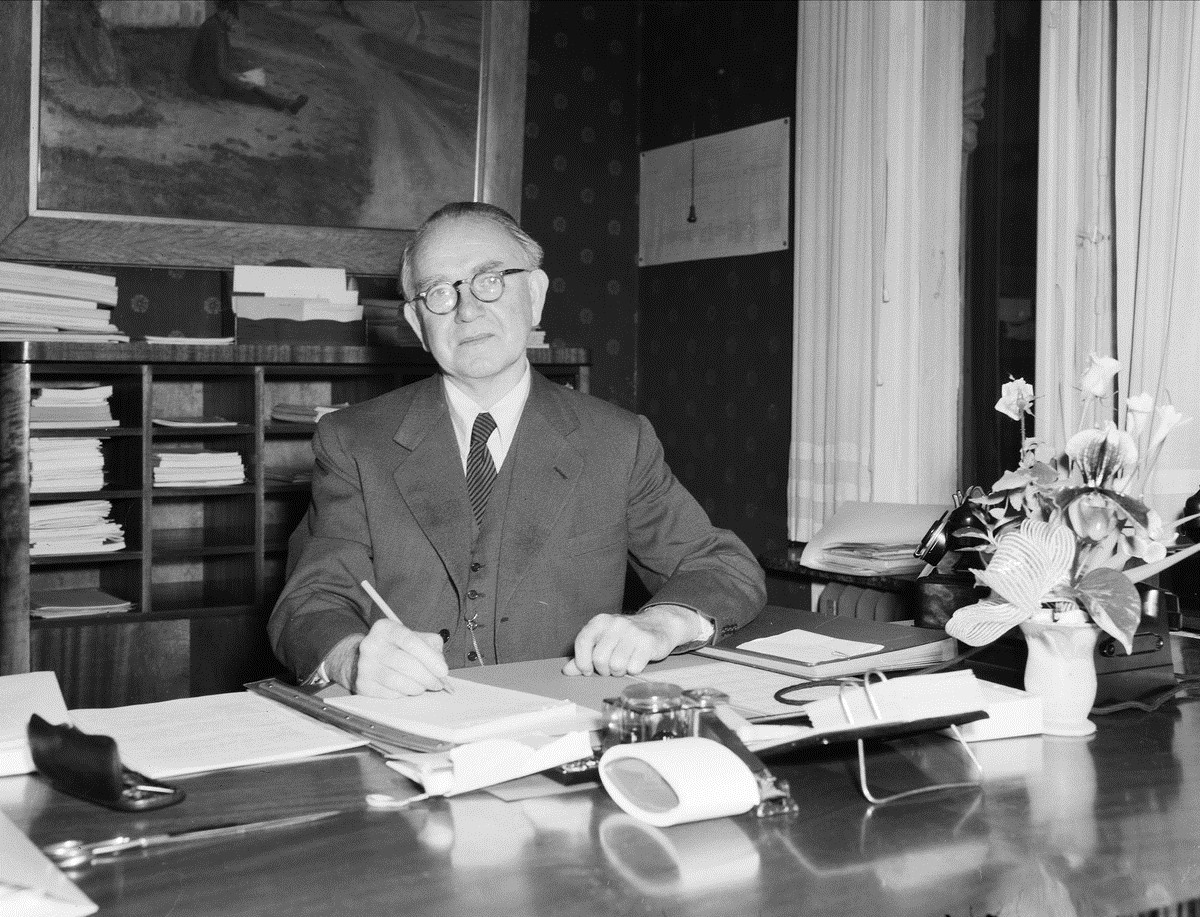
国際捕鯨委員会のバーガーセン（ノルウェー）。

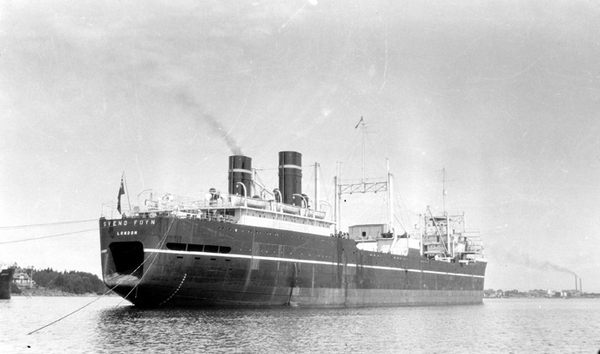
ノルウェー捕鯨母船「スヴェン・フォイン」。船尾に開いているのがスリップウェイの入り口。（1931年）

1904年には、カール・ラルセン（en）が、アルゼンチンで出資を募ってアルゼンチン漁業会社を興し、サウス・ジョージア島に捕鯨基地を建設すると、史上初の南極海での本格的捕鯨を開始した。サウス・シェトランド諸島などにも進出し、なかでもデセプション島が一大拠点となった。1905年には鯨油生産のための移動工場としての機能を有する工船（捕鯨母船）を就役させ、適当な湾に係留して容易に基地として利用できるようにした。イギリスが南極の領有権を主張して入漁料要求などを行うようになると、1924年には鯨を解体作業のために船内へ収容するスリップウェイを装備した捕鯨母船「ランシング号」を就役させ、公海上で自由に操業できる母船式捕鯨の仕組みを完成させた。この母船式捕鯨も他の捕鯨国が採用するところとなっていく。第二次世界大戦前には、イギリスと並んで南極海へ多数の捕鯨船団を送り出し、ザトウクジラやシロナガスクジラを捕獲した。1930年から1931年の漁期に南極海での捕獲はピークとなり、イギリスと合わせ40隻の捕鯨母船・約250隻の捕鯨船を繰り出し、シロナガスクジラ約3万頭などから鯨油60万トンを生産した。
他方、1930年代には解剖学者で政治家のバーガーセンが、持続可能な捕鯨活動を求め活動を開始した。この活動は戦後の国際捕鯨取締条約、国際捕鯨委員会の設置に繋がり、バーガーセンは初代委員長となる。
第二次世界大戦の戦禍でノルウェーの捕鯨船は多数が失われたが、生き残りの船とドイツから戦争賠償として獲得した船、新造船によって再建された。1944年から1945年にかけての漁期には早くも1船団（世界で唯一）を出漁させ、翌年には6船団（他にイギリス3船団）が南極海で操業した。捕獲対象は、シロナガスクジラの資源減少から、ナガスクジラやイワシクジラが中心だった。戦後のピーク時には世界各国合わせて21船団が南極で操業していたうち、半数がノルウェー1国で占められていた。しかし、国際捕鯨委員会（IWC）による規制強化に伴い南極海からは次第に撤退し、日本やソビエト連邦よりは早い1968年には主要な操業を終えた。
以後は、若干の南極海への再出漁の試みを除くと、後述するような大西洋でのミンククジラを対象とした沿岸捕鯨のみを行っている。

## 近年の動向
北東大西洋には107,000頭以上のミンククジラが棲息しており、ミンククジラのみ唯一、捕獲が許可されている。捕鯨支持者やノルウェー政府はこの数字を根拠に持続可能な数字であると主張している。にもかかわらず、動物愛護団体や捕鯨国以外の人は、ノルウェー、アイスランド、日本といった捕鯨国をしばしば糾弾している。
1982年に国際捕鯨委員会（IWC）で商業捕鯨モラトリアムを行う条約付表改正案が採択されると、反対して異議申し立てを行い、その後、付帯決議に反してモラトリアムの修正が進まないのを見ると1993年に商業捕鯨を公式に再開した。また、1992年にはアイスランドなどとともに北大西洋海産哺乳動物委員会（NAMMCO）を結成し、IWCとは別の国際的な資源管理枠組も構築している。ノルウェーの捕鯨については、NAMMCOの勧告も受けつつノルウェー政府が捕獲割当量を設定している。ノルウェー政府によると、捕獲割当量は科学的見地から設定され、種の存続を脅かさない極めて少ない数である（数字は右表のとおり）。
| 年   | 割当量 | 捕獲量 |
| ---- | ------ | ------ |
| 1994 | 319    | 280    |
| 1995 | 232    | 218    |
| 1996 | 425    | 388    |
| 1997 | 580    | 503    |
| 1998 | 671    | 625    |
| 1999 | 753    | 591    |
| 2000 | 655    | 487    |
| 2001 | 549    | 550    |
| 2002 | 671    | 634    |
| 2003 | 711    | 646    |
| 2004 | 670    | 541    |
| 2005 | 797    | 639    |
| 2006 | 1052   | 546    |
| 2007 | 1052   | 592    |
| 2008 | 885    | 484    |

商業捕鯨モラトリアム以前、ノルウェーは年間約2000頭のミンククジラを捕獲してきた。北大西洋漁場を5つに分け、5月上旬から8月下旬にかけて漁をしている。ノルウェーは少量の鯨肉をフェロー諸島やアイスランドに輸出している。日本への輸出も交渉が続けられ、2009年に21年ぶりに5.6トンの輸出が承認された。
1999年にはノルウェー漁業省（en/no）は人工衛星を用い、クジラの移動パターンを追跡、モニタリングするプログラムを開始した。2004年5月、ノルウェー議会（ストーティング、en/no）はミンククジラ捕獲量を増加させる法案を議決した。
2006年から捕獲割当量を30%増加させたが、捕獲割当量を超過した捕獲量にはなっていない。
2010年6月21日から、モロッコで開かれる国際捕鯨委員会(IWC)年次総会は、ノルウェーと日本に条件付きで捕鯨を認める案を協議するが、ノルウェーでは新たな枠組み作りへの関心は低い。

## 捕鯨をめぐる議論
動物愛護団体や反捕鯨団体は、「ノルウェーはノルウェーの経済において商業捕鯨に従事している人は少なく、今後も継続してやっていこうとする人が少ない国の一つにもかかわらず、ノルウェー政府は捕鯨を主張しているのはおかしい」とノルウェーを糾弾している。
これに対し捕鯨支持者は、捕鯨禁止を独立国であるノルウェーに押し付け、また、捕鯨よりも有害であるとみなすことが出来る農場や養殖場を建設させようとすることは主権侵害であると主張している。捕鯨支持者の多くはマクロ経済的に捕鯨が重要であるとは考えていないが、しかし、個人や中小企業が捕鯨によって生計を立てており、人間が種の存続を脅かさない程度に捕鯨を維持すべきであり、また、捕鯨文化はノルウェー沿岸部における重要な文化だと考えている。Arne Kallandは「捕鯨への国際的圧力はノルウェーに対する文化帝国主義の一形態である」と主張している。今日のノルウェーの捕鯨は、種の存続を脅かさない程度にごく少量の捕獲にすぎず、捕獲の際にはミンク鯨を苦しませないで殺す捕鯨砲によるものである。
ノルウェーの捕鯨に反対する団体のうち過激なものは、捕鯨船に侵入して注水し自沈させるなどの破壊活動を行っている。例えばシーシェパードは、1992年と1994年にノルウェーの捕鯨船に対する破壊活動を行った。
1996年、マルクセンの捕鯨船は、商業捕鯨を行うノルウェーの中心地、北極圏のロフォーテン諸島で、「アジェンダ21」と名乗る組織に船の一部を破壊された。同諸島では、この4年で3回も捕鯨船が沈められ、反捕鯨団体シーシェパードも過去2回、ノルウェーで破壊活動を行った。2007年にもノルウェーの捕鯨船が沈む事件があり、「アジェンダ21」を名乗る団体が犯行声明を出している。ノルウェー政府は、こうした過激行動をエコテロリズムとみなし、ノルウェーの国全体に対するテロ行為だと非難している。洋上での妨害活動に対しては、沿岸警備隊の艦艇を出動させて、体当たりによる排除を実施した例もある。
このほか、2001年には、ノルウェー産鯨肉の輸出を巡って、環境保護団体グリーンピースの要請により、ブリティッシュ・エアウェイズやエールフランス、ルフトハンザドイツ航空など21の航空会社が鯨肉の貨物取り扱いを拒絶する事態も起きている。